# Sự kiện (điện toán)
Trong điện toán, một sự kiện (tiếng Anh: event) là một hành động hoặc sự cố được phần mềm nhận ra, thường xuất phát không đồng bộ từ môi trường bên ngoài, có thể được xử lý bởi phần mềm. Các sự kiện máy tính có thể được tạo hoặc kích hoạt bởi hệ thống, bởi người dùng hoặc theo những cách khác. Thông thường, các sự kiện được xử lý đồng bộ với luồng chương trình, nghĩa là phần mềm có thể có một hoặc nhiều nơi dành riêng cho các sự kiện được xử lý, thường là một vòng lặp sự kiện (event loop). Một nguồn sự kiện bao gồm người dùng, là người có thể tương tác với phần mềm bằng cách, ví dụ, tổ hợp phím trên bàn phím. Một nguồn khác là một thiết bị phần cứng như bộ đếm thời gian. Phần mềm cũng có thể kích hoạt tập hợp các sự kiện của riêng nó vào vòng lặp sự kiện, ví dụ để truyền đạt việc hoàn thành một nhiệm vụ. Phần mềm thay đổi hành vi của nó để đáp ứng với các sự kiện được gọi là hướng sự kiện (event-driven), thường với mục tiêu tương tác.

## Mô tả
Các hệ thống hướng sự kiện (event-driver system) thường được sử dụng khi có một số hoạt động bên ngoài không đồng bộ cần được xử lý bởi một chương trình; ví dụ: người dùng nhấn nút trên chuột. Một hệ thống hướng sự kiện thường chạy một vòng lặp sự kiện, luôn chờ các hoạt động đó, ví dụ như đầu vào từ các thiết bị hoặc báo động nội bộ. Khi một trong những điều này xảy ra, nó sẽ thu thập dữ liệu về sự kiện và gửi sự kiện đến phần mềm xử lý sự kiện nơi sẽ xử lý nó.

## Mô hình sự kiện ủy nhiệm

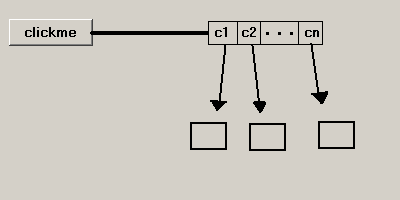
Mô hình sự kiện ủy nhiệm. clickme là nguồn sự kiện – một nút trong ví dụ này – và nó chứa danh sách người nghe.

Một biến thể phổ biến trong lập trình hướng đối tượng là mô hình sự kiện ủy nhiệm, được cung cấp bởi một số giao diện người dùng đồ họa. Mô hình này dựa trên ba thực thể: